# Кириченко Микита Іванович
Микита Іванович Кириченко (? — ?) — український радянський діяч, народний комісар легкої промисловості і промисловості будівельних матеріалів Української РСР. 

## Життєпис
Член ВКП(б).
Перебував на відповідальній радянській роботі в Харківській області.
У липні 1938 — 13 травня 1939 року — народний комісар легкої промисловості Української РСР.
13 травня 1939 — 28 травня 1940 року — народний комісар промисловості будівельних матеріалів Української РСР.
Подальша доля невідома.